# ФК „Спортист“ (Генерал Тошево)
ФК „Спортист“ е футболен отбор от Генерал Тошево, България.
Основан е през 1945 г. с името „Орлов“, след това се нарича „Урожай“, „Септември“, „Локомотив“ и „Спартак“. От 1970 г. се нарича „Спортист“.
Играе 2 сезона в Б група – 1983/84 и 1984/85. Основния екип на отбора е изцяло в червено. Играе мачовете си на Градски стадион с капацитет 3000 седящи места. Има детски отбор, в който играят деца между 10 и 12-годишна възраст. 

## Успехи
- 9 място в Северната Б група – 1984 г.
- 20 място в Б група – 1985 г.
- 1/16-финалист за Купата на България – 1984 г.

## Известни футболисти
- Николай Бъчваров (р. 1955 г.)
- Бончо Генчев (р. 1964 г.)
- Милен Петков (р. 1974 г.)
- Илия Дяков (р. 1963 г.)